# Giải vô địch bóng đá U-19 châu Á 2008
Giải vô địch bóng đá U-19 châu Á 2008 là phiên bản thứ 35 của giải đấu này và được tổ chức bởi AFC, tại Ả Rập Xê Út từ ngày 31 tháng 10 đến ngày 14 tháng 11. Các trận đấu diễn ra tại Dammam và Khobar, đều nằm trên Vùng Đông.

## Hạt giống
| Nhóm 1                                             | Nhóm 2                                         | Nhóm 3                             | Nhóm 4                             |
| -------------------------------------------------- | ---------------------------------------------- | ---------------------------------- | ---------------------------------- |
| CHDCND Triều Tiên · Nhật Bản · Hàn Quốc · Jordan · | Trung Quốc · Iraq · Ả Rập Xê Út (chủ nhà) · Úc | Iran · Thái Lan · UAE · Tajikistan | Syria · Uzbekistan · Yemen · Liban |

## Bốc thăm
Lễ bốc thăm diễn ra vào ngày 6 tháng 4 năm 2008 tại Dammam, Ả Rập Xê Út.

## Địa điểm
| Dammam                                 | Khobar                                |
| -------------------------------------- | ------------------------------------- |
| Sân vận động Hoàng tử Mohamed bin Fahd | Sân vận động hoàng tử Saud bin Jalawi |
| Sức chứa: 26.000                       | Sức chứa: 15.000                      |
|                                        |                                       |

## Vòng bảng
Thời gian: múi giờ (UTC+3).

### Bảng A
| Đội         | ST | T | H | B | BT | BB | HS  | Đ |
| ----------- | -- | - | - | - | -- | -- | --- | - |
| Nhật Bản    | 3  | 2 | 1 | 0 | 10 | 3  | +7  | 7 |
| Ả Rập Xê Út | 3  | 2 | 1 | 0 | 7  | 3  | +4  | 7 |
| Iran        | 3  | 1 | 0 | 2 | 5  | 6  | −1  | 3 |
| Yemen       | 3  | 0 | 0 | 3 | 1  | 11 | −10 | 0 |

| Nhật Bản                                                  | 5–0    | Yemen |
| --------------------------------------------------------- | ------ | ----- |
| Mizunuma 12', 53' · Nagai 32' · Yamamoto 52' · Suzuki 55' | Report |       |

| Ả Rập Xê Út                        | 2–1    | Iran                |
| ---------------------------------- | ------ | ------------------- |
| Abusabaan 9' (ph.đ.) · Al-Abid 87' | Report | Hajsafi 35' (ph.đ.) |

| Yemen     | 1–4    | Ả Rập Xê Út                                 |
| --------- | ------ | ------------------------------------------- |
| Mousa 31' | Report | Al Abed 11' · Jezawi 47', 85' · Khudari 83' |

| Iran                      | 2–4    | Nhật Bản                         |
| ------------------------- | ------ | -------------------------------- |
| Hajsafi 20' · Mousavi 26' | Report | Miyazawa 1' · Nagai 7', 33', 77' |

| Nhật Bản     | 1–1    | Ả Rập Xê Út  |
| ------------ | ------ | ------------ |
| Mizunuma 65' | Report | Al-Qarni 57' |

| Iran                              | 2–0    | Yemen |
| --------------------------------- | ------ | ----- |
| Mousavi 19' · Ali-Mohammadi 90+1' | Report |       |

### Bảng B
| Đội      | ST | T | H | B | BT | BB | HS | Đ |
| -------- | -- | - | - | - | -- | -- | -- | - |
| UAE      | 3  | 3 | 0 | 0 | 6  | 2  | +4 | 9 |
| Hàn Quốc | 3  | 2 | 0 | 1 | 4  | 2  | +2 | 6 |
| Iraq     | 3  | 1 | 0 | 2 | 3  | 5  | −2 | 3 |
| Syria    | 3  | 0 | 0 | 3 | 1  | 5  | −4 | 0 |

| Hàn Quốc             | 1–0    | Syria |
| -------------------- | ------ | ----- |
| Kim Young-Gwon 90+3' | Report |       |

| Iraq      | 1–2    | UAE                       |
| --------- | ------ | ------------------------- |
| Oudah 84' | Report | Al-Kamali 65' · Fawzi 75' |

| Syria            | 1–2    | Iraq           |
| ---------------- | ------ | -------------- |
| Omar Al Soma 87' | Report | Oudah 51', 61' |

| UAE                         | 2–1    | Hàn Quốc         |
| --------------------------- | ------ | ---------------- |
| Khalil 90+2' · Fardan 90+3' | Report | Kim Dong-Sub 28' |

| Syria | 0–2    | UAE                       |
| ----- | ------ | ------------------------- |
|       | Report | Al-Kamali 54' · Fawzi 90' |

| Hàn Quốc                           | 2–0    | Iraq |
| ---------------------------------- | ------ | ---- |
| Kim Bo-Kyung 23' · Moon Ki-Han 87' | Report |      |

### Bảng C
| Đội               | ST | T | H | B | BT | BB | HS  | Đ |
| ----------------- | -- | - | - | - | -- | -- | --- | - |
| Trung Quốc        | 3  | 2 | 1 | 0 | 9  | 1  | +8  | 7 |
| CHDCND Triều Tiên | 3  | 1 | 2 | 0 | 5  | 1  | +4  | 5 |
| Tajikistan        | 3  | 1 | 1 | 1 | 6  | 8  | −2  | 4 |
| Liban             | 3  | 0 | 0 | 3 | 2  | 12 | −10 | 0 |

| CHDCND Triều Tiên                                                     | 4–0    | Liban |
| --------------------------------------------------------------------- | ------ | ----- |
| An Il-Bom 15' · Jo Jong-Chol 32' · Ri Sang-Chol 64' · Ri Hyong-Mu 90' | Report |       |

| Trung Quốc                                                                                 | 6–0    | Tajikistan |
| ------------------------------------------------------------------------------------------ | ------ | ---------- |
| Vasiev 19' (l.n.) · Zhou Liao 21', 33' · Zhang Yuan 28' · Cao Yunding 41' · Piao Cheng 45' | Report |            |

| Liban        | 1–3    | Trung Quốc                                       |
| ------------ | ------ | ------------------------------------------------ |
| Mannaa 45+2' | Report | Tan Yang 58' · Hui Jiakang 64' · Zhou Liao 90+1' |

| Tajikistan       | 1–1    | CHDCND Triều Tiên |
| ---------------- | ------ | ----------------- |
| Shohzukhurov 58' | Report | An Il-Bom 90+1'   |

| CHDCND Triều Tiên | 0–0    | Trung Quốc |
| ----------------- | ------ | ---------- |
|                   | Report |            |

| Tajikistan                                                                            | 5–1    | Liban     |
| ------------------------------------------------------------------------------------- | ------ | --------- |
| Tokhirov 11' · Shohzukhurov 54' (ph.đ.), 90+4' (ph.đ.) · Tukhtasunov 55' · Vasiev 83' | Report | Zreik 42' |

### Bảng D
| Đội        | ST | T | H | B | BT | BB | HS | Đ |
| ---------- | -- | - | - | - | -- | -- | -- | - |
| Úc         | 3  | 2 | 1 | 0 | 4  | 2  | +2 | 7 |
| Uzbekistan | 3  | 2 | 1 | 0 | 3  | 1  | +2 | 7 |
| Thái Lan   | 3  | 1 | 0 | 2 | 3  | 4  | −1 | 3 |
| Jordan     | 3  | 0 | 0 | 3 | 3  | 6  | −3 | 0 |

| Jordan | 0–1    | Uzbekistan |
| ------ | ------ | ---------- |
|        | Report | Mirzaev 3' |

| Úc        | 1–0    | Thái Lan |
| --------- | ------ | -------- |
| Munro 20' | Report |          |

| Uzbekistan  | 1–1    | Úc            |
| ----------- | ------ | ------------- |
| Karimov 37' | Report | Minniecon 48' |

| Thái Lan                                       | 3–2    | Jordan                            |
| ---------------------------------------------- | ------ | --------------------------------- |
| Namuangrak 28' · Srichaluang 63' · Nooprom 65' | Report | Abu Hwaiti 80' · Al-Rawashdeh 87' |

| Thái Lan | 0–1    | Uzbekistan |
| -------- | ------ | ---------- |
|          | Report | Musaev 34' |

| Jordan          | 1–2    | Úc                            |
| --------------- | ------ | ----------------------------- |
| Bani Attiah 81' | Report | Lujic 40' · Ryall 71' (ph.đ.) |

## Vòng loại trực tiếp
|  | Tứ kết              | Tứ kết               |                      |   | Bán kết | Bán kết |  |  | Chung kết | Chung kết |
|  |                     |                      |                      |   |         |         |  |  |           |           |
|  | 8 tháng 11 - Dammam |                      |                      |   |         |         |  |  |           |           |
|  |                     |                      |                      |   |         |         |  |  |           |           |
|  | Nhật Bản            | 0                    |                      |   |         |         |  |  |           |           |
|  | Nhật Bản            | 0                    | 11 tháng 11 - Dammam |   |         |         |  |  |           |           |
|  | Hàn Quốc            | 3                    |                      |   |         |         |  |  |           |           |
|  | Hàn Quốc            | 3                    | Hàn Quốc             | 0 |         |         |  |  |           |           |
|  | 8 tháng 11 - Khobar |                      | Hàn Quốc             | 0 |         |         |  |  |           |           |
|  |                     |                      | Uzbekistan           | 1 |         |         |  |  |           |           |
|  | Trung Quốc          | 0 (3)                | Uzbekistan           | 1 |         |         |  |  |           |           |
|  | Trung Quốc          | 0 (3)                | 14 tháng 11 - Dammam |   |         |         |  |  |           |           |
|  | Uzbekistan (p)      | 0 (4)                |                      |   |         |         |  |  |           |           |
|  | Uzbekistan (p)      | 0 (4)                | Uzbekistan           | 1 |         |         |  |  |           |           |
|  | 8 tháng 11 - Dammam |                      | Uzbekistan           | 1 |         |         |  |  |           |           |
|  |                     | UAE                  | 2                    |   |         |         |  |  |           |           |
|  | UAE                 | UAE                  | 2                    | 1 |         |         |  |  |           |           |
|  | UAE                 | 11 tháng 11 - Dammam |                      | 1 |         |         |  |  |           |           |
|  | Ả Rập Xê Út         | 0                    |                      |   |         |         |  |  |           |           |
|  | Ả Rập Xê Út         | 0                    | UAE                  | 3 |         |         |  |  |           |           |
|  | 8 tháng 11 - Khobar |                      | UAE                  | 3 |         |         |  |  |           |           |
|  |                     |                      | Úc                   | 0 |         |         |  |  |           |           |
|  | Úc (s.h.p.)         | 2                    | Úc                   | 0 |         |         |  |  |           |           |
|  | Úc (s.h.p.)         | 2                    |                      |   |         |         |  |  |           |           |
|  | CHDCND Triều Tiên   | 1                    |                      |   |         |         |  |  |           |           |
|  | CHDCND Triều Tiên   | 1                    |                      |   |         |         |  |  |           |           |
|  |                     |                      |                      |   |         |         |  |  |           |           |

### Tứ kết
| Nhật Bản | 0–3    | Hàn Quốc                                                 |
| -------- | ------ | -------------------------------------------------------- |
|          | Report | Yu Ji-No 21' · Cho Young-Cheol 84' · Choi Jung-Han 90+2' |

| UAE       | 1–0    | Ả Rập Xê Út |
| --------- | ------ | ----------- |
| Awana 64' | Report |             |

| Trung Quốc                                                  | 0–0 (s.h.p.) | Uzbekistan                                       |
| ----------------------------------------------------------- | ------------ | ------------------------------------------------ |
|                                                             | Report       |                                                  |
| Loạt sút luân lưu                                           |              |                                                  |
| Piao Cheng · Zhang Linpeng · Wu Xi · Zhou Liao · Li Zhichao | 3–4          | Azamov · Karimov · Tuhtahujaev · Shikov · Urunov |

| Úc                | 2–1 (s.h.p.) | CHDCND Triều Tiên  |
| ----------------- | ------------ | ------------------ |
| Nichols 12', 115' | Report       | Myong Cha-Hyon 54' |

### Bán kết
| Hàn Quốc | 0–1    | Uzbekistan  |
| -------- | ------ | ----------- |
|          | Report | Karimov 17' |

| UAE                               | 3–0    | Úc |
| --------------------------------- | ------ | -- |
| Khalil 4' · Eisa 12' · Haikal 85' | Report |    |

### Chung kết
| Uzbekistan | 1–2    | UAE             |
| ---------- | ------ | --------------- |
| Turaev 64' | Report | Khalil 33', 72' |

## Vô địch
| Giải vô địch bóng đá U-19 châu Á 2008 |
| ------------------------------------- |
| · UAE · Lần đầu tiên                  |

## Tham dựGiải vô địch bóng đá U-20 thế giới 2009
- UAE
- Uzbekistan
- Hàn Quốc
- Úc

## Giải thưởng
| Cầu xuất sắc nhất giải | Vua phá lưới               | Đội đoạt giải phong cách |
| ---------------------- | -------------------------- | ------------------------ |
| Ahmed Khalil           | Ahmed Khalil Kensuke Nagai | Uzbekistan               |

## Các cầu thủ ghi bàn hàng đầu
4 bàn
- Ahmed Khalil
- Kensuke Nagai

3 bàn
- Zhou Liao
- Ali Oudah
- Kota Mizunuma
- Samad Shohzukhurov

2 bàn
- Sherzod Karimov
- Mitch Nichols
- Nawaf Al-Abid
- Abdulrahim Jaizawi
- Ehsan Hajsafi
- Iman Mousavi
- An Il-Bom
- Mohamed Fawzi
- Hamdan Al Kamali

1 bàn
- Milos Lujic
- Sebastian Ryall
- Sam Munro
- Tahj Minniecon
- Cao Yunding
- Hui Jiakang
- Piao Cheng
- Tan Yang
- Zhang Yuan
- Jalaleddin Ali-Mohammadi
- Kosuke Yamamoto
- Jun Suzuki
- Hiroki Miyazawa
- Amer Abu Hwaiti
- Yusuf Al-Rawashdeh
- Khalil Bani Attiah
- Yu Ji-No
- Choi Jung-Han
- Cho Young-Cheol
- Kim Young-Gwon
- Kim Dong-Sub
- Kim Bo-Kyung
- Moon Ki-Han
- Mohammed Abusabaan
- Omar Khudari
- Mohammed Al-Qarni
- Kassem Mannaa
- Ahmad Zreik
- Jo Jong-Chol
- Ri Sang-Chol
- Ri Hyong-Mu
- Myong Cha-Hyon
- Omar Al Soma
- Davrondzhon Tukhtasunov
- Farkhod Tokhirov
- Farkhod Vasiev
- Yodrak Namueangrak
- Anusorn Srichaloung
- Attapong Nooprom
- Theyab Awana
- Rashed Eisa
- Habib Fardan
- Abdulaziz Haikal
- Davron Mirzaev
- Fozil Musaev
- Kenja Turaev
- Abdullah Mousa

Bàn phản lưới nhà
- Farkhod Vasiev (trong trận đấu với Trung Quốc)